# キブラ
キブラ (アラビア語: قِبْلَة Qibla、「方角」の意味) とは、ムスリムが1日5回サラート（礼拝）を行う方向である。現在のイスラム教では、メッカのマスジド・ハラームにあるカアバの方向である。

## 概要

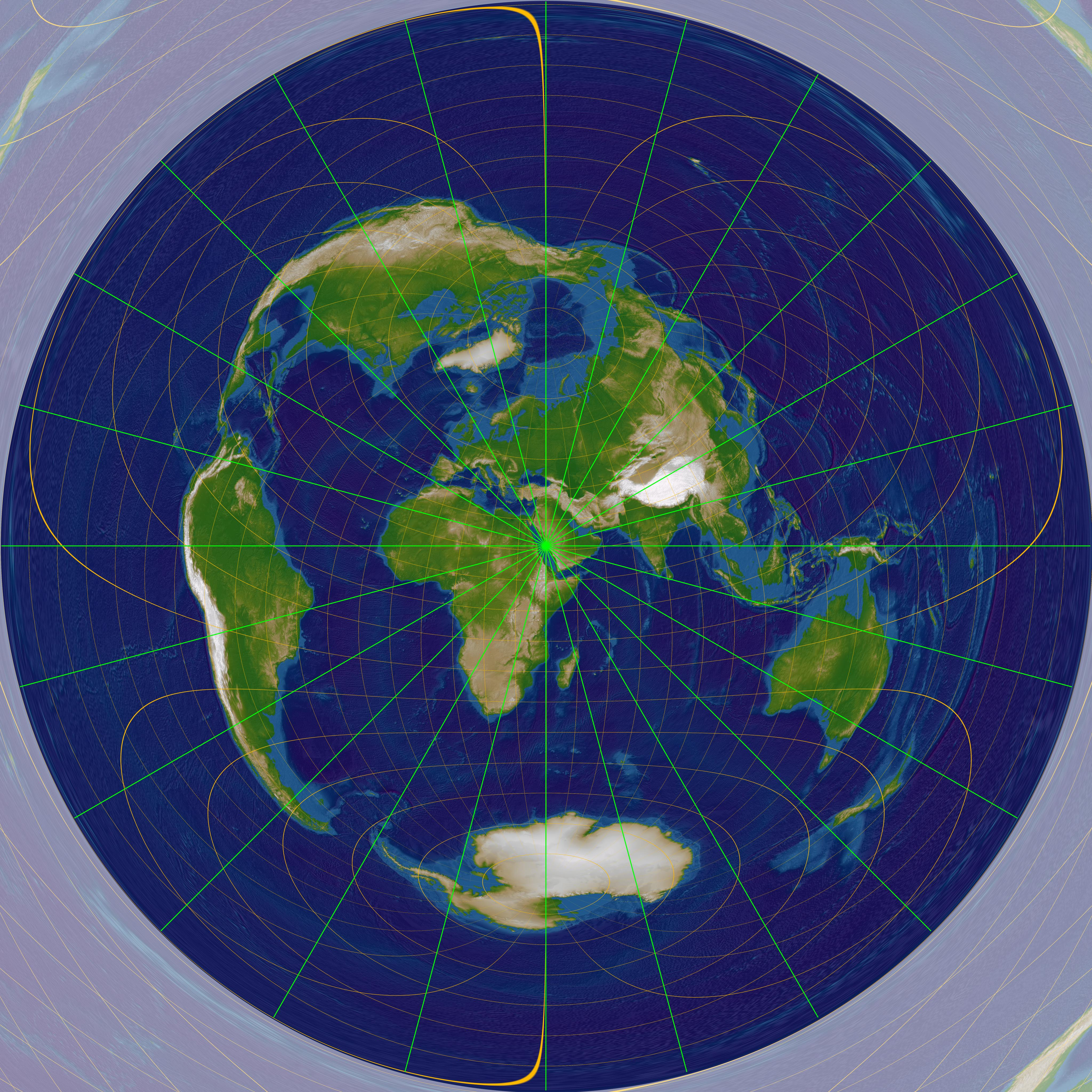
マスジド・ハラームがあるマッカ・アル＝ムカッラマ市を中心とした正距方位図法の世界地図。メッカと世界各地を結ぶ直線が最短コース（大圏コース）であり、互いに相手の方位を表す線となる。ただし、この地図はメッカから世界各地への方角は容易に知ることができるが、例えばメッカから見た東京の方位が北東としても、東京から見てメッカが反対の南西の方位にあるわけではないことに注意。東京から見たメッカの方位は、歪んだ日本列島の形から見当は付くが、北西（真西から北へ30°程度）である。

イスラム教の礼拝堂であるモスクには、マスジド・ハラームを例外として必ずキブラを示す壁の窪み・ミフラーブがある。
イスラム教の黎明期には、キブラはエルサレムのアル・アクサモスクの方向へ定められていたが、624年をもって現在と同じカアバの方向へ変更された。カアバはアッラーフに捧げられた象徴的な建物であり、アッラーフ自身にはキブラのような方向は無いとイスラム教は説いている。
古くは、ムスリムは旅行する際に、キブラを見つけるために天体観測儀（アストロラーベ）を携帯した。

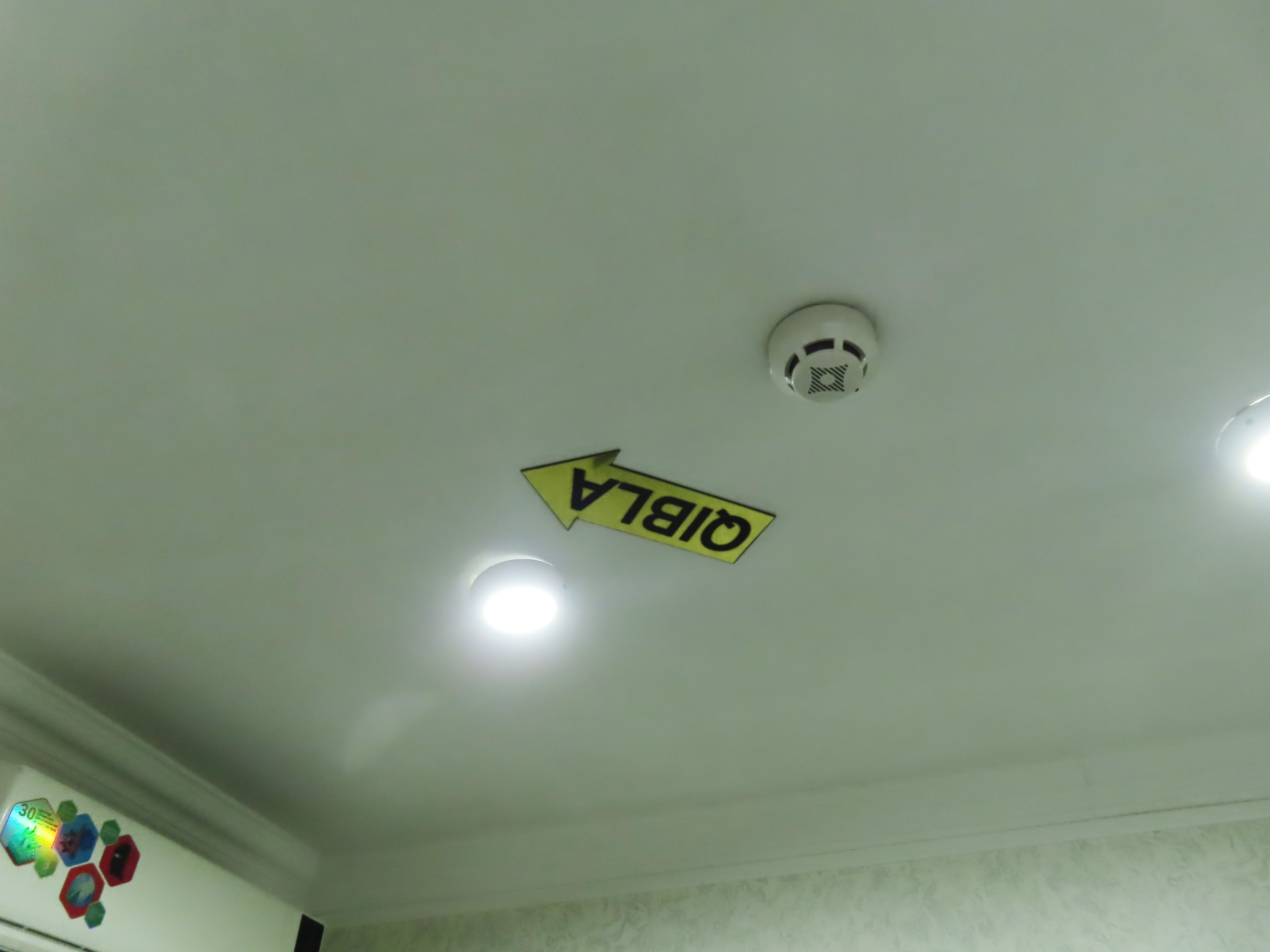
ホテルの天井に掲示されるキブラの矢印（ウズベキスタン・タシケントにて）

イスラム諸国（特にインドネシアやマレーシアなど）の宿泊施設では、礼拝の便宜を図り、天井などに「Kiblat」「Qiblat」などと記された、メッカの方角を示す表示がされていることが多い。
また世界中のムスリム達もこのキブラをもとに礼拝を行っているが、インドネシアのようにキブラがアフリカ大陸に向っていたことが発覚したり、宇宙空間ではどのようにキブラが決定されるのかが問題になることもある。マレーシアの宇宙飛行士シェイク・ムザファ・シュコアの場合は、100名以上の科学者や宗教家が集まり会議が開かれた結果、「宇宙空間でのキブラは宇宙飛行士に任せる」というガイドラインが決定された。

## 外部サイト
- ネット利用のキブラコンパス（英語）